# 3-Dibenzofuranamin
3-Dibenzofuranamin ist eine chemische Verbindung aus der Gruppe der Heterocyclen und leitet sich vom Dibenzofuran ab.

## Gewinnung und Darstellung
Mitsumori et al. zeigten 2003 die Reduktion von 3-Nitrodibenzofuran zu 3-Dibenzofuranamin mittels Eisenspänen in einer Lösung aus Isopropanol, Ammoniumchlorid und Wasser. Nach 11-stündigem Sieden unter Rückfluss konnten so 66 % Ausbeute erhalten werden.
Wu et al. konnten 2012 zeigen, dass bei derselben Reduktionsreaktion die Verwendung von Palladium auf Kohle und Wasserstoff als Reduktionsmittel vollständiger Umsatz ermöglicht.